# Йожеф Варга
Йожеф Варга (угор. József Varga, нар. 9 жовтня 1954, Будапешт) — угорський футболіст, що грав на позиції захисника.
Виступав, зокрема, за клуб «Гонвед», а також національну збірну Угорщини, з якою був учасником двох чемпіонатів світу

## Клубна кар'єра
Народився 9 жовтня 1954 року в місті Будапешт. Вихованець «Гонведа». У дорослому футболі дебютував 1973 року виступами за цю ж команду, в якій провів дванадцять сезонів, взявши участь у 283 матчах чемпіонату. Більшість часу, проведеного у складі «Гонведа», був основним гравцем захисту команди. За цей час тричі виборював титул чемпіона Угорщини та одного разу національний кубок.
Згодом з 1985 по 1987 рік грав у складі турецької команди «Денізліспор», після чого повернувся на батьківщині і виступав за «Уйпешт» та «Волан».
Завершив ігрову кар'єру у фінській команді «Рейпас Лахті», за яку виступав протягом 1990 року.

## Виступи за збірну
24 вересня 1980 року дебютував в офіційних матчах у складі національної збірної Угорщини в товариській грі проти Іспанії (2:2).
У складі збірної був учасником чемпіонату світу 1982 року в Іспанії та чемпіонату світу 1986 року у Мексиці. На обох турнірах Варга зіграв по два матчі і на першому з них у зустрічі проти Бельгії (1:1) забив свій єдиний гол за збірну.
Загалом протягом кар'єри у національній команді, яка тривала 7 років, провів у її формі 31 матч, забивши 1 гол.

## Титули і досягнення
- Чемпіон Угорщини (3):

«Гонвед»: 1979/80, 1983/84, 1984/85
- Володар Кубка Угорщини (1):

«Гонвед»: 1984/85